# Bogdan Pavel
Bogdan Pavel (* 29. Juli 1999 in Pitești) ist ein rumänischer Tennisspieler.

## Karriere
Pavel spielte zwischen 2013 und 2017 auf der ITF Junior Tour. Er gewann dort drei Doppel- und einen Einzeltitel. In der Junioren-Rangliste erreichte er mit Platz 77 seine höchste Notierung.
Nach der Schule begann Pavel 2018 ein Studium an der University of Central Florida im Fach Wirtschaft, wo er auch College Tennis spielte. Nach fünf Jahren machte er 2023 seinen Bachelor. Nachdem er zuvor schon Profiturniere gespielt hatte und auf der drittklassigen ITF Future Tour bereits drei Titel im Doppel gewonnen hatte, lag Pavels Fokus nun voll auf Tennis. Bis zum Jahresende 2023 verbesserte er sein Ranking im Einzel durch seinen ersten Future-Titel bis auf Platz 884 der Weltrangliste; im Doppel auf Platz 502.
2024 war Pavel vor allem im Doppel erfolgreich, während er mit seinem zweiten Titel im Einzel maximal bis Platz 704 stieg. Durch fünf Futureerfolge im Doppel kam er im Doppel den Top 300 immer näher. Dadurch war er auch immer häufiger bei Turnieren der ATP Challenger Tour spielberechtigt. Beim Heimturnier in Iași, wo er im Vorjahr sein erstes Challenger-Finale erreicht hatte, gewann er dieses Jahr an der Seite von Landsmann Cezar Crețu den ersten Titel auf dieser Ebene, der ihn bis auf Platz 255 brachte. In Bukarest gab Pavel im April 2024 sein Debüt auf der ATP Tour als ihm und Filip Cristian Jianu eine Wildcard für die Doppelkonkurrenz gegeben wurde. Dort, genau wie bei seiner Premiere im rumänischen Davis-Cup-Team an der Seite von Victor Vlad Cornea, verlor er.

## Erfolge
| Legende (Anzahl der Siege) |
| Grand Slam                 |
| ATP Finals                 |
| ATP Tour Masters 1000      |
| ATP Tour 500               |
| ATP Tour 250               |
| ATP Challenger Tour (1)    |

### Doppel

#### Turniersiege
| Nr. | Datum         | Turnier | Belag | Partner     | Finalgegner                        | Ergebnis         |
| --- | ------------- | ------- | ----- | ----------- | ---------------------------------- | ---------------- |
| 1.  | 13. Juli 2024 | Iași    | Sand  | Cezar Crețu | Karol Drzewiecki Piotr Matuszewski | 2:6, 6:2, [10:4] |